# Faiq Bolkiah
Faiq Bolkiah (født 9. maj 1998) er en fodboldspiller fra Brunei der spiller for den engelske Premier League klub Leicester City. Han er også anfører/kaptajn for Bruneis fodboldlandshold.